# هوارد باي
هوارد باي (بالإنجليزية: Howard Bay)‏ هو مصمم أزياء تقليدية أمريكي، ولد في 3 مايو 1912 في سنتراليا في الولايات المتحدة، وتوفي في 21 نوفمبر 1986 في مانهاتن في الولايات المتحدة.

## وصلات خارجية
- هوارد باي على موقع IMDb (الإنجليزية)
- هوارد باي على موقع قاعدة بيانات برودواي على الإنترنت (الإنجليزية)
- هوارد باي على موقع قاعدة بيانات الفيلم (الإنجليزية)